# Elias Eller
Elias Eller, född den 4 juli 1690 i Ronsdorf (Rhenprovinsen), död där den 16 maj 1750, var en tysk svärmare.
Eller stiftade 1726 tillsammans med en reformert predikant Schleiermacher ellerianernas eller ronsdorfarnas sekt, som utmärkte sig för den mest utpräglade mysticism, framkallad och underhållen genom läsning av Jakob Böhmes skrifter och Johannes uppenbarelse. 
Sig själf kallade Eller Sions fader och sin hustru Sions moder (jfr Uppb. 12). Med anledning därav kallades hans anhängare även sioniter. Liksom så många andra mysticismens sektbildningar vid 1700-talets början blev även denna ett hem för grov osedlighet. Kort efter Ellers död upplöstes sekten genom regeringens inskridande.